# Saint-Saulve
 Saint-Saulve  là một xã ở tỉnh Nord ở miền bắc nước Pháp. Xã này có diện tích 12,04 kilômét vuông, dân số năm 1999 là 10.815 người. Khu vực này có độ cao trung bình 20 mét trên mực nước biển.